# Porticello
Porticello est un port de pêche à l'est de Palerme.
Le village est dominé par les vestiges de la ville punique de Solunte, l'un des premiers comptoirs phéniciens installés en Sicile.